# Lambda Tauri
Désignations
Lambda Tauri (λ Tau / λ Tauri) dans la Désignation de Bayer est est une étoile triple de la constellation du Taureau.

## Nomenclature
Sadr Al Thaur est le nom commun que porte, dans la constellation du Taureau, l’étoile Lambda Tauri. Il s’agit de l’arabe صدر الثور Ṣadr al-Ṯawr, « la Poitrine du Taureau », nom donné tardivement par des astronomes arabes dans le cadre du ciel hérité des Grecs. Grâce à la transcription Sadr al Thaur donnée par Edward Ball Knobel (1895) à partir du catalogue de l’astronome égyptien Al Achsasi al Mouakket (en) / al-Aḫsāsī al-Muwaqqit (XVIIe siècle), Durrāt al-muḍiyya fī l-ᶜamal al-šamsiyya ou « Perles de brillance de l’activité solaire », aujourd'hui largement diffusé sur la toile, ce nom, pourtant absent chez Richard Allen (1899), figure dans divers catalogues contemporains.
La composante primaire, Lambda Tauri A, est une étoile naine bleue-blanche de type B avec une magnitude apparente moyenne de +3,41. Elle a une luminosité environ 4000 fois celle du Soleil et un rayon 6,6 fois celui du Soleil. Sa compagne est une sous-géante blanche de type A de 5,5 rayons solaires et de 95 luminosités solaires. Elles orbitent autour du centre de gravité commun en 3,95 jours. La distance spatiale entre les deux étoiles vaut 0,1 unité astronomique.
Comme le système est une binaire à éclipses, sa luminosité varie entre les magnitudes +3,37 et +3,91 lorsqu'une étoile puis l'autre passe devant sa compagne. Le système comporte une troisième étoile, faible, avec une période orbitale de 33 jours. Le système Lambda Tauri est à environ 370 années-lumière de la Terre.